# Hymenophyllum digitatum
Hymenophyllum digitatum är en hinnbräkenväxtart som först beskrevs av Olof Peter Swartz och som fick sitt nu gällande namn av Francis Raymond Fosberg.
Hymenophyllum digitatum ingår i släktet Hymenophyllum och familjen Hymenophyllaceae. Inga underarter finns listade i Catalogue of Life.